# 亞基夫齊
50°49′58″N 25°57′19″E / 50.83278°N 25.95528°E
亞基夫齊（烏克蘭語：Яківці），是烏克蘭的村落，位於該國西部沃倫州，由盧茨克區負責管轄，始建於1866年，面積1.53平方公里，海拔高度177米，2001年人口248，人口密度每平方公里162.2人。